# Villa Victoria (Federico Román)
Villa Victoria es una localidad de Bolivia, ubicada en la región de la Amazonía. Es la capital del municipio de Santos Mercado, en la provincia del General Federico Román del departamento de Pando.
La localidad está a una altitud de 154 msnm en la margen norte izquierda del Arroyo Milkilo en su desembocadura en el río Pacahuara, que luego desemboca en el río Negro, un afluente derecho del río Abuná.

## Geografía
Villa Victoria está ubicada en la parte boliviana de la cuenca del Amazonas, en el extremo norte del país, cerca de la frontera con Brasil.
La temperatura promedio promedio de la región es de 26 °C y fluctúa sólo ligeramente entre 25 °C en mayo y 27-28 °C de diciembre a febrero. La precipitación anual es de aproximadamente 1300 mm, con una estación seca pronunciada de junio a agosto con precipitaciones mensuales inferiores a 20 mm y un período de humedad de diciembre a enero con precipitaciones mensuales superiores a los 200 mm.

## Transporte
Villa Victoria se ubica a una distancia de unos 265 kilómetros en línea recta al noreste de Cobija, la capital del departamento.
A Villa Victoria no se puede llegar por tierra desde Cobija por caminos pavimentados. El pueblo se encuentra en terreno húmedo y ondulado entre el río Abuná al norte y el río Orthon al sur. La creación de taludes accesibles, especialmente caminos pavimentados, es muy compleja en esta región.
Villa Victoria se encuentra ubicada a 20 km al noroeste del poblado de San José, que a su vez está a 17 kilómetros al noroeste del poblado de Reserva. Desde allí un camino de tierra conduce por Democracia hasta Humaitá, 58 km al suroeste sobre el río Orthon.

## Demografía
La población de la localidad fue de 333 habitantes en el último censo de 2012. No hay datos estadísticos de censos anteriores debido al pequeño tamaño del poblado y al topónimo incierto:
| Año  | Habitantes | Fuente |
| ---- | ---------- | ------ |
| 1992 | -          | Censo  |
| 2001 | -          | Censo  |
| 2012 | 333        | Censo  |